# Landore Siemens Steel Company

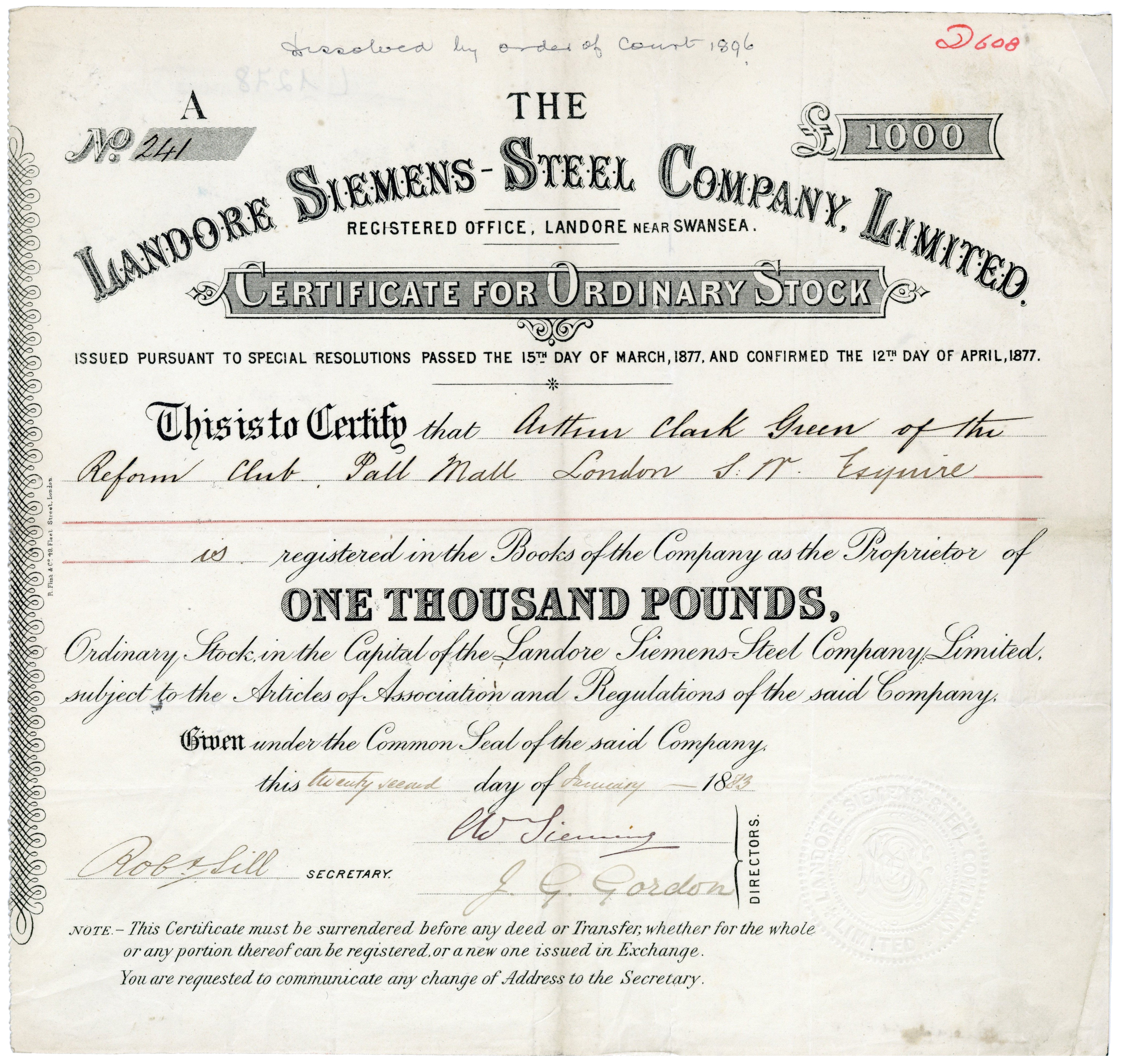
Aktie der Landore Siemens-Steel Company über 1.000 £, ausgegeben am 22. Januar 1883, im Original unterschrieben von Carl Wilhelm Siemens

Landore Siemens Steel Company war ein britisches Stahlunternehmen in Landore im Süden von Wales, Vereinigtes Königreich, das von dem deutschen Unternehmer Carl Wilhelm Siemens, einem Bruder des Gründers des deutschen Elektrotechnikunternehmens Siemens & Halske, Werner von Siemens, gegründet wurde.
Neben der gewinnorientierten Stahlerzeugung bestand der Zweck des Unternehmens auch darin, Prozessoptimierungen hinsichtlich der Stahlerzeugung zu erlangen. Zu diesem Zweck hatte Carl Wilhelm Siemens ein Stahlwerk in Birmingham und eines in der Nähe von Northampton gegründet, diese „Versuchsstahlwerke“ aber nach einigen Jahren zugunsten von Landore Siemens Steel Company wieder aufgegeben. Carl Wilhelm Siemens hat das Siemens-Martin-Verfahren  entwickelt, das bis in die 1960er-Jahre das führende Verfahren zur Stahlerzeugung war.
Das Werk in Landore hatte Eisenbahn- und Schiffsanschluss. Dadurch konnte man Eisenerz und Kohle günstig herantransportieren. Es wurde erheblich erweitert. Nach dem Ausbau besaß es 3 Hochöfen, 16 Schmelzöfen für das Roheisen, 24 Gasgeneratoren, gasbeheizte Puddelöfen, Siemens-Martin-Öfen, Rotationsöfen nach dem Verfahren von Siemens, Koksöfen, Dampfhämmer, Walzwerke und andere Maschinen. Das Unternehmen besaß Anteile an 6 Bergwerken. In den 1870er-Jahren waren dort 1000 bis 2000 Personen beschäftigt, je nachdem, welche Bereiche man dem Unternehmen zurechnete.
Nach mehreren Kapitalerhöhungen wurde das Unternehmen in eine Aktiengesellschaft umgewandelt. Jedoch erwirtschaftete die Gesellschaft durchgehend Verluste. 1876 übernahm Carl die operative Leitung. Schätzungen zufolge hatte er 300.000 Pfund Sterling investiert, die verloren waren. Auch nach Einsatz einer neuen Geschäftsleitung änderte sich die wirtschaftliche Situation nicht, sodass die Gesellschaft 1888 liquidiert wurde. Seit der Gründung betrugen die Verluste 500.000 Pfund. Das Verfahren zog sich bis 1896 hin.